# Planet of the Spiders
Planet of the Spiders (La Planète des Araignées)  est le soixante-quatorzième épisode de la première série de la série télévisée britannique de science-fiction Doctor Who. Originellement diffusé en six parties, du 4 mai au 8 juin 1974, il marque le dernier épisode régulier où Jon Pertwee joue le rôle du Docteur.

## Accroche
Le Docteur est en possession d'un cristal très important pour les araignées de la planète Metabilis III. L'une d'entre elles prend possession d'un humain afin de le récupérer.

## Distribution
- Jon Pertwee — Le Docteur
- Elisabeth Sladen — Sarah Jane Smith
- Nicholas Courtney — Brigadier Lethbridge-Stewart
- Richard Franklin — Capitaine Mike Yates
- John Levene — Sergent Benton
- John Dearth — Lupton
- Carl Forgione — Land
- Andrew Staines — Keaver
- Terence Lodge — Moss
- Christopher Burgess — Barnes
- John Kane — Tommy
- Kevin Lindsay — Cho-Je
- George Cormack — K'anpo
- Cyril Shaps — Le Professeur Clegg
- Chubby Oates — Le Policier
- Pat Gorman — Le Soldat
- Terry Walsh — L'Homme au bateau
- Michael Pinder — Hopkins
- Stuart Fell — Tramp
- Geoffrey Morris — Sabor
- Ralph Arliss — Tuar
- Gareth Hunt — Arak
- Jenny Laird — Neska
- Joanna Monro — Rega
- Walter Randall, Max Faulkner — Le Capitaine des Gardes
- Ysanne Churchman, Kismet Delgado, Maureen Morris — Voix des araignées

## Résumé
Démis de ses fonctions à UNIT depuis sa trahison (« Invasion of the Dinosaurs »), Mike Yates tente de se remettre dans un centre de méditation bouddhiste perdu dans la campagne anglaise. Soupçonnant une mystérieuse conspiration, il demande à Sarah Jane Smith de visiter le centre et tous deux sont témoins d'un curieux rituel dans la cave. Récitant un mantra, des hommes font apparaître une étrange araignée qui s'accrochera dans le dos de l'un d'eux, Lupton et disparaîtra. En réalité, celle-ci est à la recherche d'un cristal bleu spécifique et se manifeste à travers Lupton pour l'aiguiller et lui donner des pouvoirs occultes. 
Ayant repéré un médium très doué dans un cabaret ayant pour nom de scène "le Professeur Clegg" le Docteur décide de faire des études sur lui, sous la surveillance du Brigadier Lethbridge-Stewart. Ayant reçu par la poste le cristal de Metebelis III qu'il avait offert autrefois à Jo Grant, le Docteur le donne à Clegg. Celui-ci est en proie à une attaque de panique, il voit des araignées ce qui le fait succomber à une crise cardiaque. En écoutant (d'une façon distraite) le récit de Sarah Jane, il fait le lien entre les deux histoires. Peu de temps après Lupton vole le cristal de Metebelis et une course poursuite démarre, dans laquelle Lupton finira par revenir au monastère et à se faire voler le cristal par Tommy, un simple d'esprit qui vit dans la communauté. 
Les araignées et le cristal viennent tous deux de Metebelis III que le Docteur a visité peu de temps auparavant et le cristal est essentiel à leur plan de conquête. Celles-ci ont autrefois demeuré sur Terre et souhaiteraient la reconquérir. Sarah Jane et le Docteur arrivent au monastère. Alors que le Tommy voit son esprit s'ouvrir au contact du cristal, Lupton et Sarah sont téléportés sur Metebelis III. Sarah Jane s'aperçoit que sur cette planète, les êtres humains sont les esclaves d'araignées géantes et se retrouve dans une petite communauté qui semble cacher Arak, un rebelle. Leur communauté est issue d'un vaisseau spatial qui s'est écrasé sur Terre plus de 400 ans auparavant. Alors que les humains commencèrent à coloniser la planète, les araignées, au contact des pierres bleues, sont devenues bien plus grosses et bien plus intelligentes. Très vite elles ont dominé les hommes. 
Partit à la recherche de Sarah Jane Smith, le Docteur se confronte à la reine des araignées et finit par se faire foudroyer par un de ses gardes. Alors qu'elle tente de lui trouver un objet permettant de se rétablir, Sarah Jane est enlevée par les araignées. Le Docteur, grâce à Arak et ses hommes, est remis sur pied. Il part au palais de la reine des araignées après avoir trouvé une pierre permettant de neutraliser le pouvoir des pierres bleues. Pendant ce temps, Lupton et l'araignée qui le commande sont emprisonnés pour traîtrise. Après s'être implanté implicitement dans l'esprit de Sarah Jane, la reine des araignées la renvoie ainsi que le Docteur sur Terre afin qu'ils puissent récupérer le cristal bleu. Celui-ci a été donné par Tommy à K’anpo Rimpoche, le doyen du monastère.
Le Docteur découvre que K’anpo Rimpoche n'est autre que l'ermite seigneur du temps qui l'avait instruit lorsqu'il était jeune. Ils arrivent ensemble à enlever l'influence que la reine a sur Sarah Jane. Un combat a lieu entre Tommy et les hommes contrôlés par les araignées, dans lequel, Mike Yates fini par être blessé en protégeant le garçon. Il sera sauvé par Rimpoche, qui, sous le coup de la fatigue, se régénérera sous la forme de Cho-Je, le grand maître du monastère. Le Docteur affronte ses peurs et décide de rendre le cristal à la reine des araignées, même s'il sait que les radiations émanant de cette caverne finira par le tuer. La reine utilise le cristal afin de lier l'univers à sa propre pensée, mais le coup est trop fort et elle finit par mourir, provoquant l'éradication des araignées. 
Le Docteur rentre sur Terre et s'effondre face à Sarah Jane smith et le Brigadier. K'anpo fait une apparition sous la forme de Cho-Je et accélère le processus de régénération du Docteur. Celui-ci se change sous les yeux de Sarah Jane et du Brigadier qui répond laconiquement : "Ça recommence."

### Continuité
- Cet épisode marque le dernier épisode du 3e Docteur.
- La femme du Brigadier Lethbridge-Stewart, Doris est cité pour la première fois de la série.
- Il est fait mention du futur compagnon du Docteur, Harry Sullivan.
- On apprend que Jo Grant après les événements de « The Green Death » est partie en Amazonie. Elle renvoie le cristal que le Docteur lui avait offert à la fin de ce même épisode, car les indiens le considèrent comme néfaste. On revoit la planète Metebelis III déjà entrevue dans ce même épisode.
- On revoit pour la deuxième et dernière fois le véhicule du Docteur (surnommé par les fans la "Whomobile") et on apprend que celui-ci peut voler. La voiture de collection du troisième Docteur, Bessie, sert aussi durant la course poursuite.
- Le Docteur avait parlé de sa rencontre avec K’anpo Rimpoche dans « The Time Monster. » Celui-ci peut apparemment maîtriser ses régénérations afin de faire apparaître une projection de lui.
- C'est la première fois que le processus de régénération est appelé tel quel. Le Brigadier dit avoir vu le Docteur disparaître et réapparaître 6 mois après avec un nouveau visage, ce qui correspond au temps entre les épisodes « The Invasion » et « Spearhead from Space ».
- La dernière phrase du Docteur "tant qu'il y a de la vie, il y a..." correspond à la dernière phrase qu'il prononçait à la fin de « The Monster of Peladon »  (et celle-ci était coupée au dernier moment).
- Un cristal de Metebilis III est utilisé en 2013 dans l'épisode « Le Fantôme de Caliburn ».